# 罗田村
罗田村位于中国江西省南昌市安义县石鼻镇。是中国历史文化名村。
罗田村位于梅岭西麓，与京台村仅一路之隔，距长埠镇水南村约7千米。
唐朝广明年间，蕲州罗田（今湖北省黄冈市罗田县）人黄克昌，迁居于此，沿用家乡的地名，遂称之谓“罗田”，至今有1120年建村历史。
罗田村是安义、靖安等地香客东上梅岭，南下西山万寿宫进香的必经之地，故而逐步发展成为了一个繁华的古集镇。 